# Демидовское городское поселение
Демидовское городско́е поселе́ние — муниципальное образование в Демидовском районе Смоленской области Российской Федерации.
Административный центр — город Демидов.

## История
Образовано Законом Смоленской области от 28 декабря 2004 года.

## Население
| 2012  | 2013  | 2014  | 2015  | 2016  | 2017  | 2018  |
| ----- | ----- | ----- | ----- | ----- | ----- | ----- |
| 7217  | ↘7004 | ↘6849 | ↘6708 | ↘6577 | ↘6405 | ↘6328 |
| 2019  | 2020  | 2021  | 2024  |       |       |       |
| ↘6215 | ↘6166 | ↗6416 | ↘6358 |       |       |       |

## Населённые пункты
В состав городского поселения входят 5 населённых пунктов:
| № | Населённый пункт | Тип     | Население |
| - | ---------------- | ------- | --------- |
| 1 | Демидов          | город   | ↘6261     |
| 2 | Еськово          | деревня | 1         |
| 3 | Исаково          | деревня | 7         |
| 4 | Медведки         | деревня | 131       |
| 5 | Терешины         | деревня | 10        |